# Holendry Kozienickie
Holendry Kozienickie [pronunciación en polaco: /xɔˈlɛndrɨ kɔʑɛˈnit͡skʲɛ/] es un pueblo ubicado en el distrito administrativo de Gmina Kozienice, dentro del Condado de Kozienice, Voivodato de Mazovia, en el este de Polonia central. Se encuentra aproximadamente a 4 kilómetros al noreste de Kozienice y a 80 kilómetros al sureste de Varsovia.